# Харіс Банді
Харіс Банді (порт. Haris Bandey, 14 лютого 1999) — пакистанський плавець.
Учасник Олімпійських Ігор 2016 року.